# Lokomotiv Baku
Lokomotiv Baku  - żeński klub piłki siatkowej z Azerbejdżanu z siedzibą w Baku. Został założony w 1998. 

## Sukcesy
- Mistrzostwa Azerbejdżanu:
  -  2. miejsce: 2003, 2010, 2012, 2015
  -  3. miejsce: 2004, 2005, 2008, 2009, 2016
- Puchar Challenge:
  -  1. miejsce: 2012

## Polki w klubie
| Lata gry  | Imię i nazwisko |
| --------- | --------------- |
| 2013-2014 | Milena Radecka  |
| 2012-2013 | Magdalena Saad  |